# 동경 40도
동경 40도(東經40度)는 본초 자오선에서 동쪽으로 40도 떨어진 경선이다. 북극점에서 시작하여 북극해, 유럽, 아시아, 아프리카, 인도양, 남극해, 남극을 거쳐 남극점에 이른다.
동경 40도는 서경 140도와 이어져 지구의 둘레를 이룬다.
북극점에서 남극점까지 동경 40도선은 다음 지역을 지나간다.
| 좌표                                                  | 나라, 지역, 해역 | 주석                                                                                      |
| ----------------------------------------------------- | ---------------- | ----------------------------------------------------------------------------------------- |
| 북위 90° 0′ 동경 40° 0′  / 북위 90.000° 동경 40.000°  | 북극해           |                                                                                           |
| 북위 80° 27′ 동경 40° 0′  / 북위 80.450° 동경 40.000° | 바렌츠해         |                                                                                           |
| 북위 67° 49′ 동경 40° 0′  / 북위 67.817° 동경 40.000° | 러시아           | 오스트로브름보스키섬와 콜라반도                                                           |
| 북위 66° 25′ 동경 40° 0′  / 북위 66.417° 동경 40.000° | 백해             |                                                                                           |
| 북위 65° 49′ 동경 40° 0′  / 북위 65.817° 동경 40.000° | 러시아           |                                                                                           |
| 북위 65° 10′ 동경 40° 0′  / 북위 65.167° 동경 40.000° | 백해             | 드비나만                                                                                  |
| 북위 64° 45′ 동경 40° 0′  / 북위 64.750° 동경 40.000° | 러시아           |                                                                                           |
| 북위 49° 36′ 동경 40° 0′  / 북위 49.600° 동경 40.000° | 우크라이나       |                                                                                           |
| 북위 49° 9′ 동경 40° 0′  / 북위 49.150° 동경 40.000°  | 러시아           |                                                                                           |
| 북위 48° 53′ 동경 40° 0′  / 북위 48.883° 동경 40.000° | 우크라이나       | 10km 정도                                                                                 |
| 북위 48° 48′ 동경 40° 0′  / 북위 48.800° 동경 40.000° | 러시아           |                                                                                           |
| 북위 48° 17′ 동경 40° 0′  / 북위 48.283° 동경 40.000° | 우크라이나       | 6km 정도                                                                                  |
| 북위 48° 13′ 동경 40° 0′  / 북위 48.217° 동경 40.000° | 러시아           |                                                                                           |
| 북위 43° 23′ 동경 40° 0′  / 북위 43.383° 동경 40.000° | 흑해             |                                                                                           |
| 북위 40° 57′ 동경 40° 0′  / 북위 40.950° 동경 40.000° | 튀르키예         |                                                                                           |
| 북위 36° 49′ 동경 40° 0′  / 북위 36.817° 동경 40.000° | 시리아           |                                                                                           |
| 북위 33° 57′ 동경 40° 0′  / 북위 33.950° 동경 40.000° | 이라크           |                                                                                           |
| 북위 32° 1′ 동경 40° 0′  / 북위 32.017° 동경 40.000°  | 사우디아라비아   |                                                                                           |
| 북위 20° 15′ 동경 40° 0′  / 북위 20.250° 동경 40.000° | 홍해             |                                                                                           |
| 북위 16° 3′ 동경 40° 0′  / 북위 16.050° 동경 40.000°  | 에리트레아       | 다할락 군도와 본토                                                                        |
| 북위 14° 27′ 동경 40° 0′  / 북위 14.450° 동경 40.000° | 에티오피아       |                                                                                           |
| 북위 3° 56′ 동경 40° 0′  / 북위 3.933° 동경 40.000°   | 케냐             |                                                                                           |
| 남위 3° 22′ 동경 40° 0′  / 남위 3.367° 동경 40.000°   | 인도양           | 탄자니아의 영토인 펨바, 라탐과 마피아 섬들의 동쪽 해역을 통과한다.                        |
| 남위 10° 8′ 동경 40° 0′  / 남위 10.133° 동경 40.000°  | 탄자니아         |                                                                                           |
| 남위 10° 49′ 동경 40° 0′  / 남위 10.817° 동경 40.000° | 모잠비크         |                                                                                           |
| 남위 16° 12′ 동경 40° 0′  / 남위 16.200° 동경 40.000° | 인도양           | 프랑스령 남방 및 남극 지역에 속해 있는 바사스 다 인디아섬과 유로파섬 사이의 바다를 통과함 |
| 남위 60° 0′ 동경 40° 0′  / 남위 60.000° 동경 40.000°  | 남극해           |                                                                                           |
| 남위 68° 52′ 동경 40° 0′  / 남위 68.867° 동경 40.000° | 남극             | 퀸모드랜드, 노르웨이가 영유권을 주장한다.                                                 |

## 같이 보기
- 동경 39도
- 동경 41도